# 1517
1517 је била проста година.

## Догађаји

### Датум непознат
- Википедија:Непознат датум — Пронађене мошти Светих мученика Алфеја, Филаделфа и Кирина